# Classe Oyashio
La classe Oyashio è una classe di sottomarini diesel-elettrici entrati in servizio con la Kaijō Jieitai, la Forza di autodifesa marittima giapponese, a partire dal 1998. Questi sottomarini sono immediatamente successivi ai precedenti della classe Harushio.
I sottomarini di questa classe incorporano oltre al sonar a scafo di prua e quello trainato, anche un sonar ad array di tipo conforme, cioè con sensori che coprono i fianchi dello scafo.

## Caratteristiche costruttive
Rispetto ai precedenti sottomarini giapponesi, gli Oyashio introducono diverse innovazioni, fra le quali la forma e la struttura dello scafo, accuratamente ridisegnato per contribuire a una sostanziale riduzione della traccia sonar. I pannelli laterali sono inclinati per diminuire i riflessi delle onde sonore, e lo scafo è ricoperto di materiale fonoassorbente.

A differenza dei precedenti Uzushio, che avevano uno scafo a doppio guscio e a forma di lacrima, gli Oyashio hanno adottato uno scafo a forma di sigaro, con una struttura parzialmente a guscio singolo. Nella parte anteriore e posteriore lo scafo è costituito da un guscio composto che utilizza un telaio esterno, mentre al centro è formato da un guscio singolo che usa un telaio interno.

## Equipaggiamento
La caratteristica più importante è l'installazione del sonar ZQQ-6. Si tratta di un sonar integrato composto da un array cilindrico a prua, un array sui fianchi, e un sonar array trainato (TAS). Questa soluzione che combina diversi sonar permette di ridurre le ambiguità prodotte dal segnale ricevuto, garantendo una migliore identificazione del bersaglio.

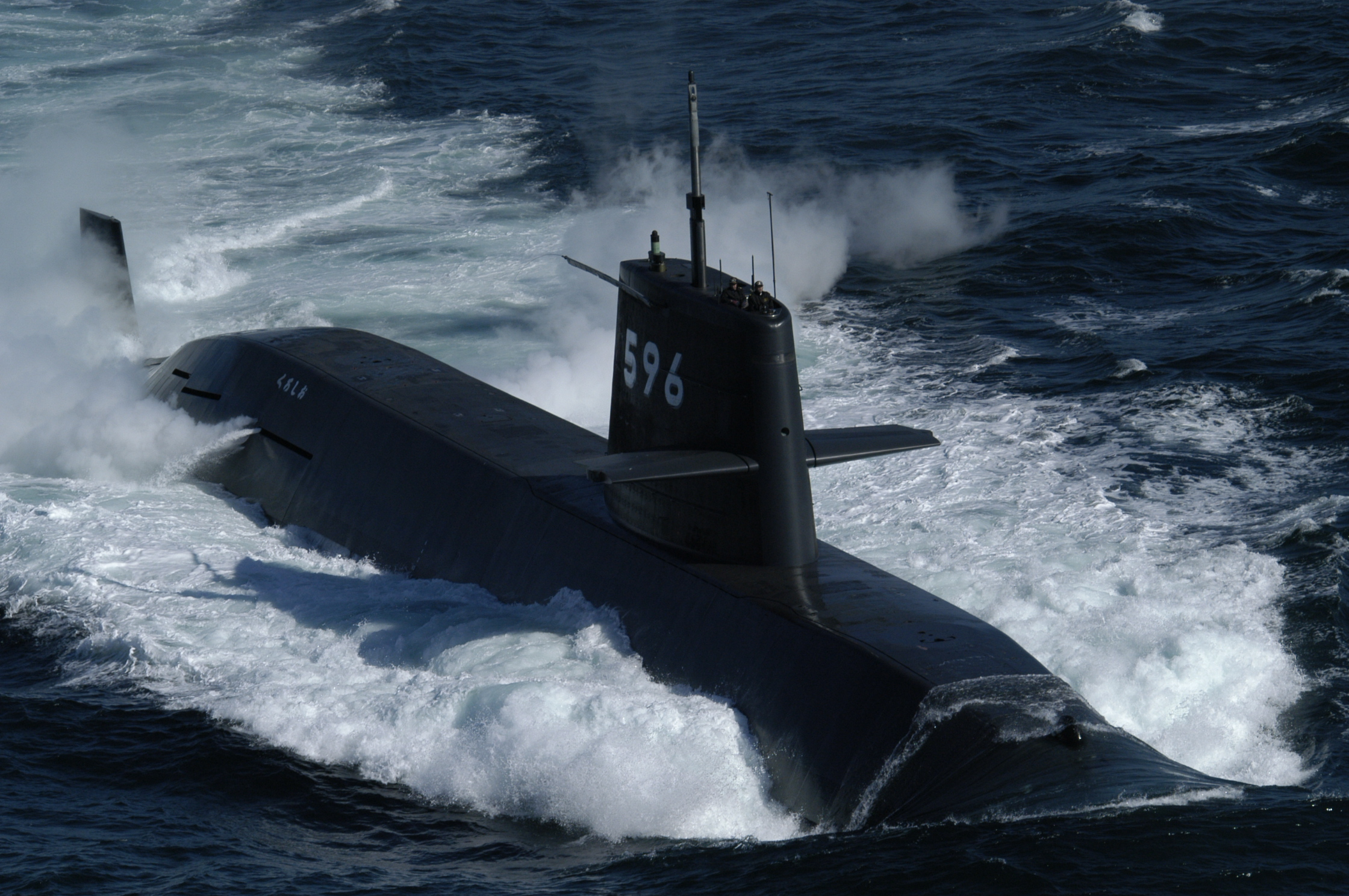
Il sottomarino Kuroshio (SS-596) in navigazione.

L'impianto radar di ricerca di superficie è un JRC ZPS-6 con una portata di circa 110 km, mentre i sistemi di guerra elettronica sono costituiti da un impianto ESM ZLR-3-6 e dagli apparati di lancio dei dispositivi per l'inganno dei siluri ADC (Acoustic Device Countermeasures).

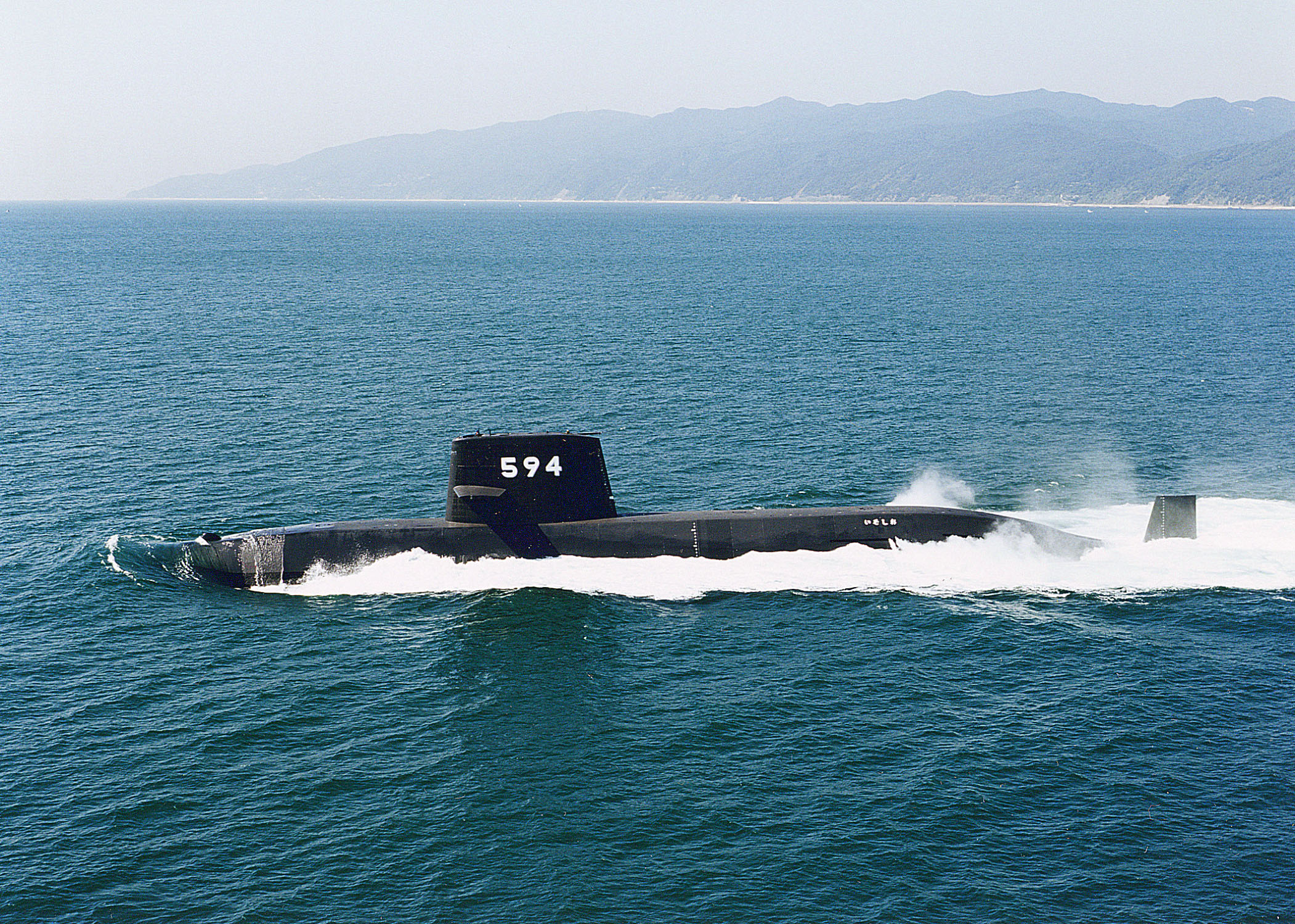
Il sottomarino Isoshio (SS-594) in emersione ad alta velocità.

## Impiego operativo
Secondo la cosiddetta strategia dell'imboscata si prevedeva che i sottomarini giapponesi stazionassero in punti critici come le aree portuali e gli stretti (per esempio Miyako, Tsushima, Shimonoseki e Tsugaru), per essere pronti a difenderli da eventuali attacchi nemici.
A partire dagli anni 2000 si è cambiata strategia, passando a un'impostazione più offensiva, e inviando i sottomarini nel Mar Cinese Meridionale. Si prevede così, che in caso di conflitto con la Cina, i sottomarini giapponesi possano dare la caccia ai sottomarini avversari, creando le condizioni per impegnare il nemico lontano dal Giappone. Infatti le navi cinesi sarebbero costrette a cercare i sottomarini giapponesi, per impegnarli in combattimento. Questa strategia è stata chiamata logoramento dispersivo della potenza navale (kaigun ryoku no sanshōmō), e si basa sulla penetrazione in profondità dei sottomarini d'attacco, fino all'isola di Hainan e a ovest della penisola di Malacca. Ciò è stato reso possibile dai nuovi sottomarini, a partire dalla classe Oyashio, che garantiscono migliori prestazioni e capacità accresciute, e soprattutto i successivi Soryu e Taigei, appositamente progettati per tale compito..

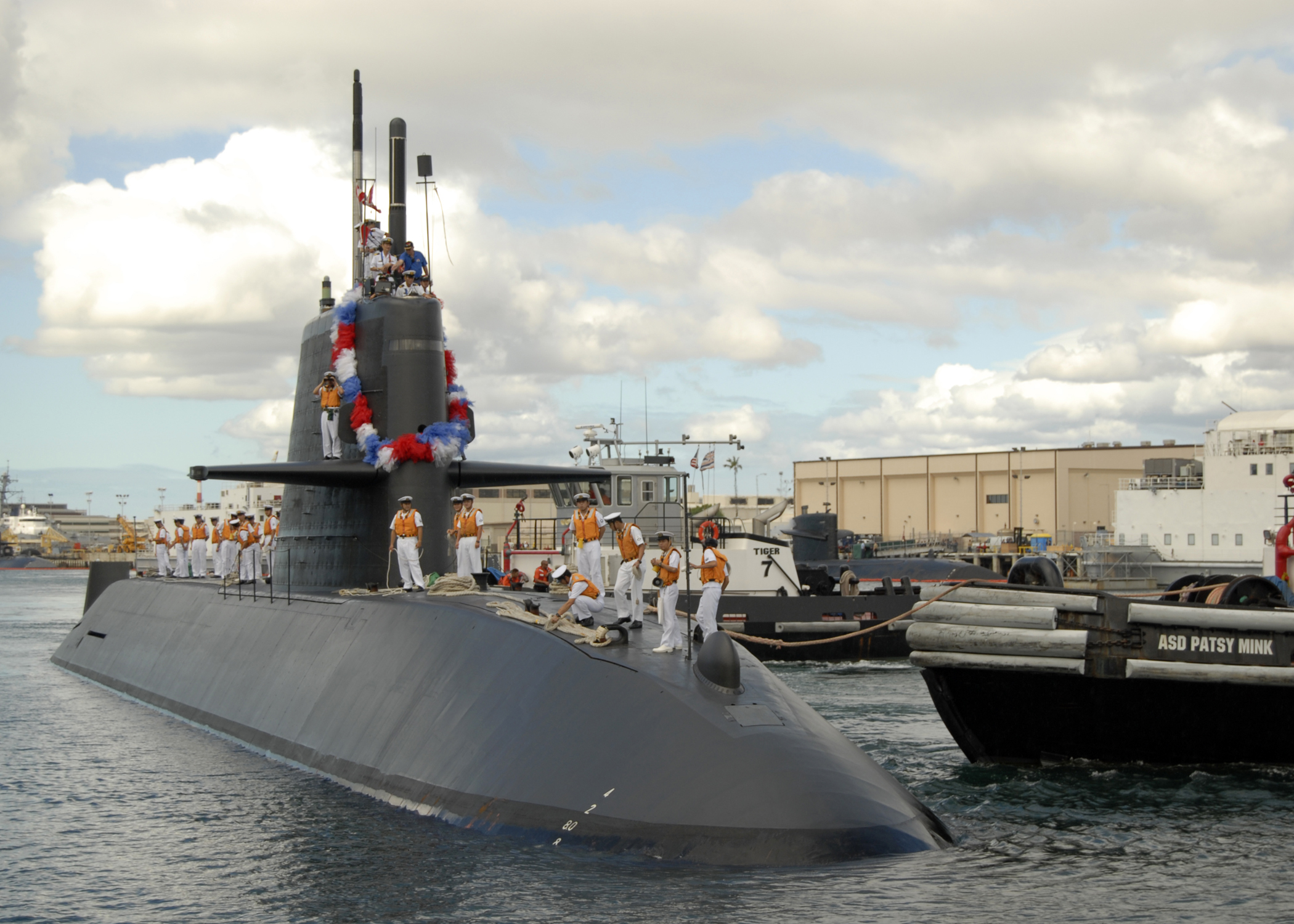
L'arrivo del sottomarino Yaeshio (SS-598) a Pearl Harbor.

## Unità
La classe è composta da un totale di 11 battelli, con l'ultimo entrato in servizio nel 2008. Oyashio, Michishio e Kuroshio riprendono nomi da tre cacciatorpediniere che hanno combattuto nella seconda guerra mondiale mentre il Takashio prende il nome da un cacciatorpediniere della progettata classe Yugumo, della quale nessuno venne costruito.
| N. progetto | N. costruzione | Pennant | Nome                  | impostato        | Varato            | In servizio      | Cantiere         |
| ----------- | -------------- | ------- | --------------------- | ---------------- | ----------------- | ---------------- | ---------------- |
| S130        | 8105           | SS-590  | Oyashio (おやしお?)   | 26 gennaio 1994  | 15 ottobre 1996   | 16 marzo 1998    | Kawasaki, Kobe   |
| S130        | 8106           | SS-591  | Michishio (みちしお?) | 16 febbraio 1995 | 18 settembre 1997 | 10 marzo 1999    | Mitsubishi, Kobe |
| S130        | 8107           | SS-592  | Uzushio (うずしお?)   | 6 marzo 1996     | 26 novembre 1998  | 9 marzo 2000     | Kawasaki, Kobe   |
| S130        | 8108           | SS-593  | Makishio (まきしお?)  | 26 marzo 1997    | 22 settembre 1999 | 29 marzo 2001    | Mitsubishi, Kobe |
| S130        | 8109           | SS-594  | Isoshio (いそしお?)   | 9 marzo 1998     | 27 novembre 2000  | 14 marzo 2002    | Kawasaki, Kobe   |
| S130        | 8110           | SS-595  | Narushio (なるしお?)  | 2 aprile 1999    | 4 ottobre 2001    | 3 marzo 2003     | Mitsubishi, Kobe |
| S130        | 8111           | SS-596  | Kuroshio (くろしお?)  | 27 marzo 2000    | 23 ottobre 2002   | 8 marzo 2004     | Kawasaki, Kobe   |
| S130        | 8112           | SS-597  | Takashio (たかしお?)  | 30 gennaio 2001  | 1º ottobre 2003   | 9 marzo 2005     | Mitsubishi, Kobe |
| S130        | 8113           | SS-598  | Yaeshio (やえしお?)   | 15 gennaio 2002  | 4 novembre 2004   | 9 marzo 2006     | Kawasaki, Kobe   |
| S130        | 8114           | SS-599  | Setoshio (せとしお?)  | 23 gennaio 2003  | 5 ottobre 2005    | 28 febbraio 2007 | Mitsubishi, Kobe |
| S130        | 8115           | SS-600  | Mochishio (もちしお?) | 23 febbraio 2004 | 6 novembre 2006   | 6 marzo 2008     | Kawasaki, Kobe   |